# Коефіцієнт аеродинамічного опору автомобіля

Коефіцієнт аеродинамічного опору (Cx) — безрозмірнісна величина, що відображає відношення сили опору повітря руху автомобіля до сили опору руху циліндра :
Cx = F  auto  / F  cylinder ,
за умови, що площа найбільшого поперечного перерізу автомобіля дорівнює площі поперечного перерізу циліндра.
Іншими словами, сила опору повітря, що діє на корпус автомобіля, приблизно дорівнює
силі, що діє на циліндр з понижувальним коефіцієнтом Cx:
F  auto  = Cx * F  cylinder ,
де Cx — безрозмірнісний коефіцієнт, зазвичай менший за одиницю (C — coefficient, х — поздовжня вісь циліндра і автомобіля).
Сх застосовується для всіх геометрично подібних тіл, незалежно від їх конкретних розмірів.
Чим менше Cx, тим краща аеродинаміка автомобіля. Для сучасних автомобілів Cx <0,3.
Коефіцієнт визначається експериментальним шляхом — в аеродинамічній трубі або шляхом комп'ютерного моделювання.

## Приклади сучасних серійних автомобілів, Cx <0.3

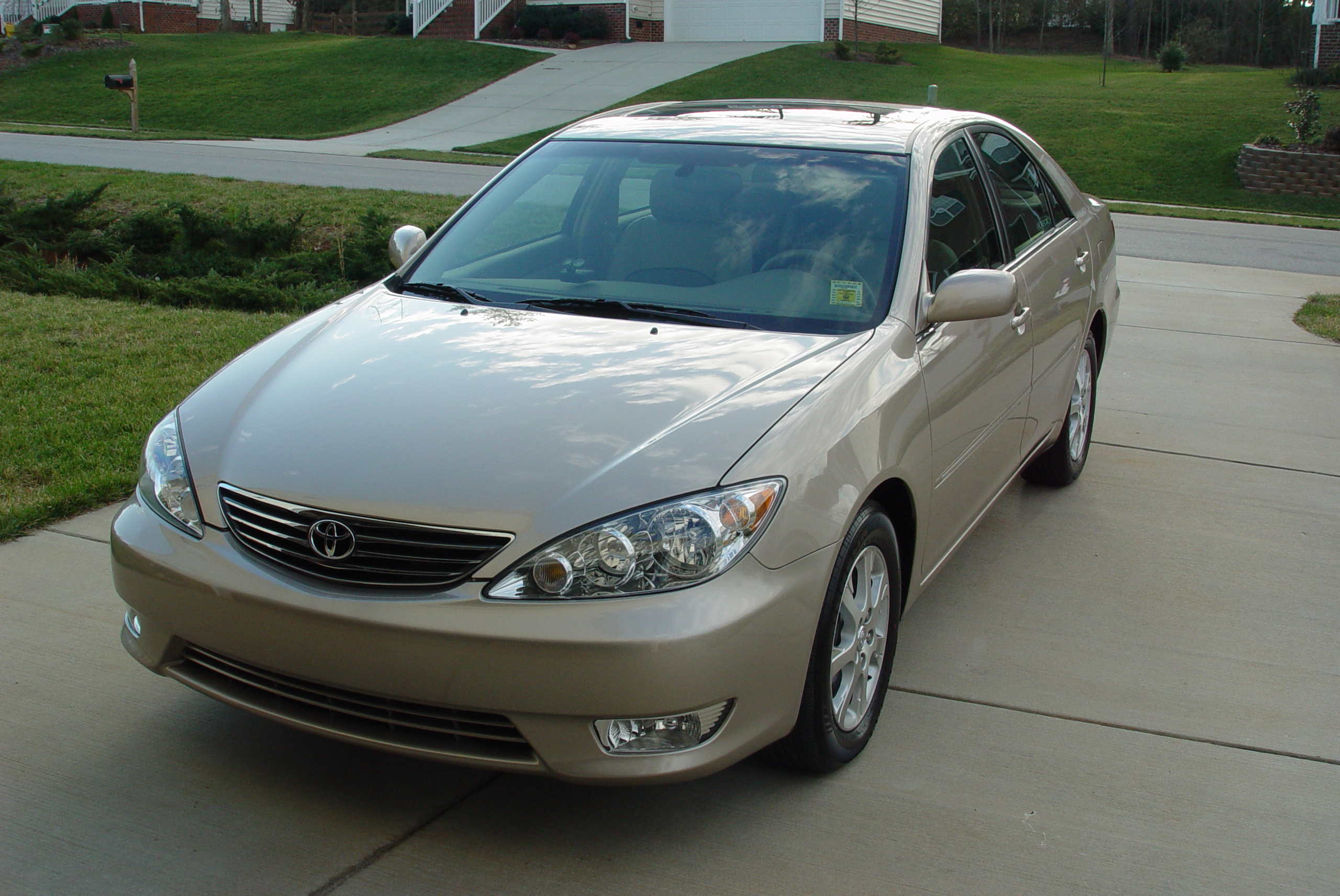
0, 31- Toyota Camry і подібна модель Lexus ES, 2005
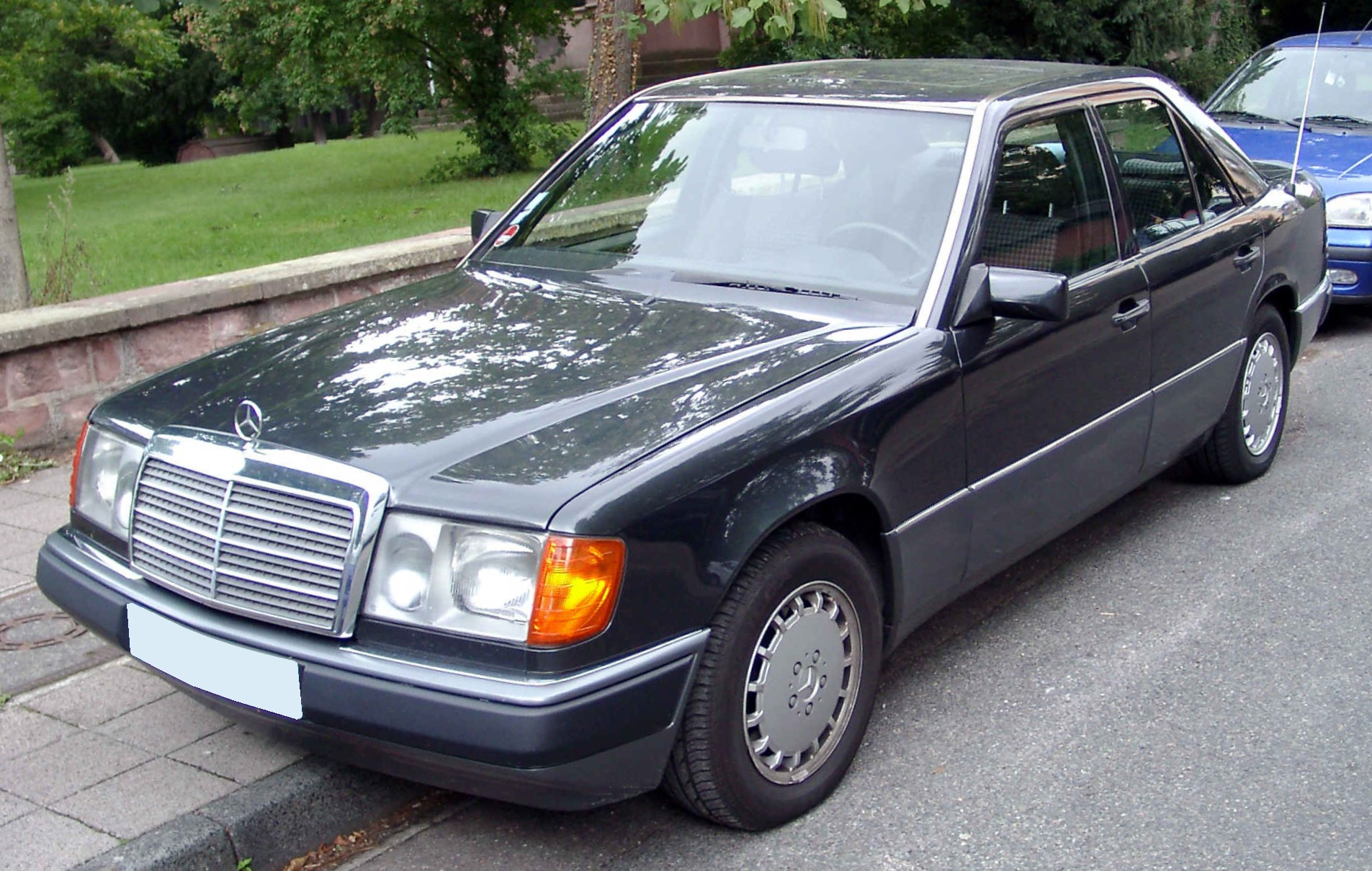
0, 29- Mercedes-Benz W124 E-Клас, 1984
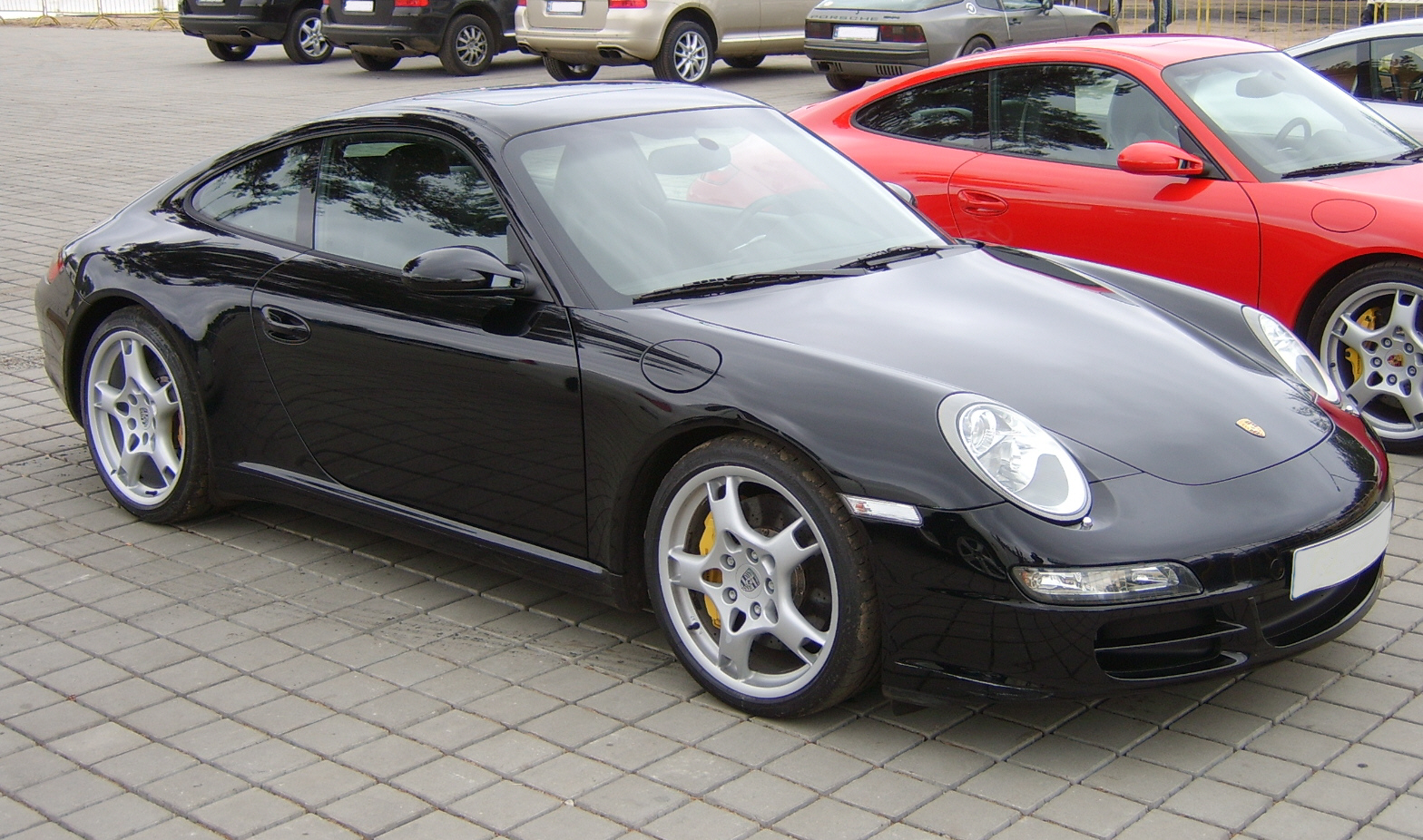
0, 28- Porsche 997, 2004
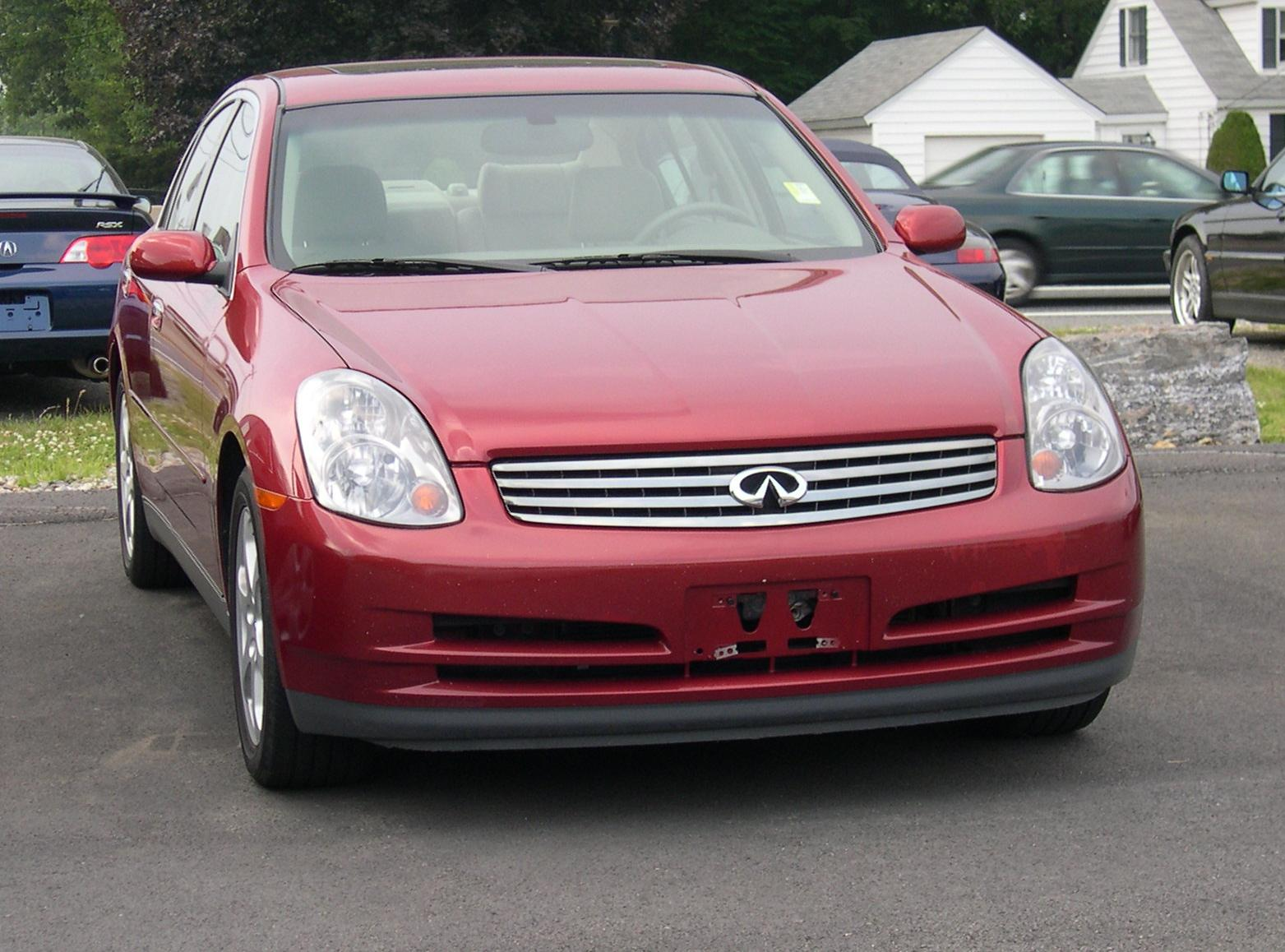
0, 27- Infiniti G35, 2002 (0,26 "aero package")
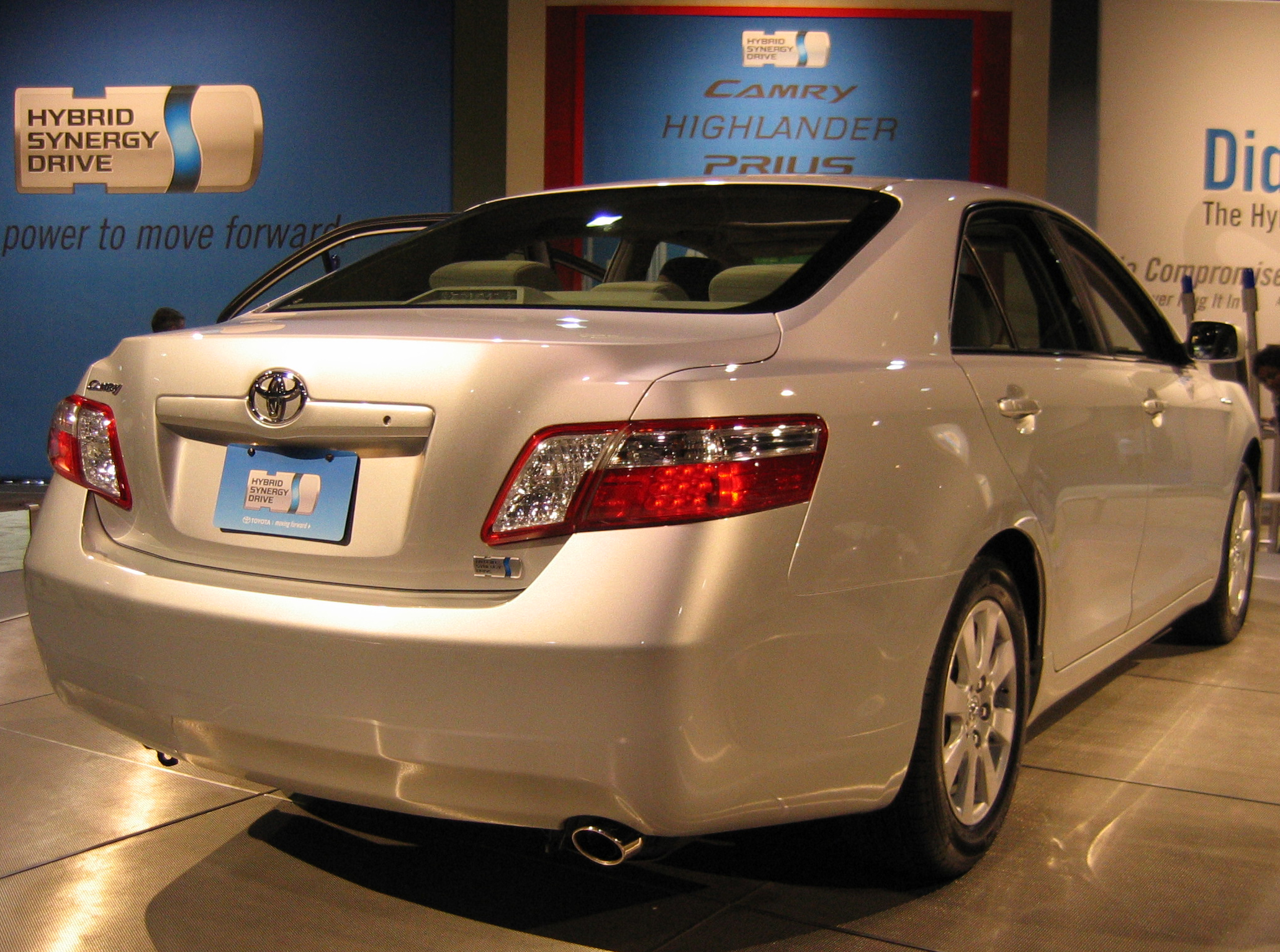
0, 27- Toyota Camry Hybrid, 2007
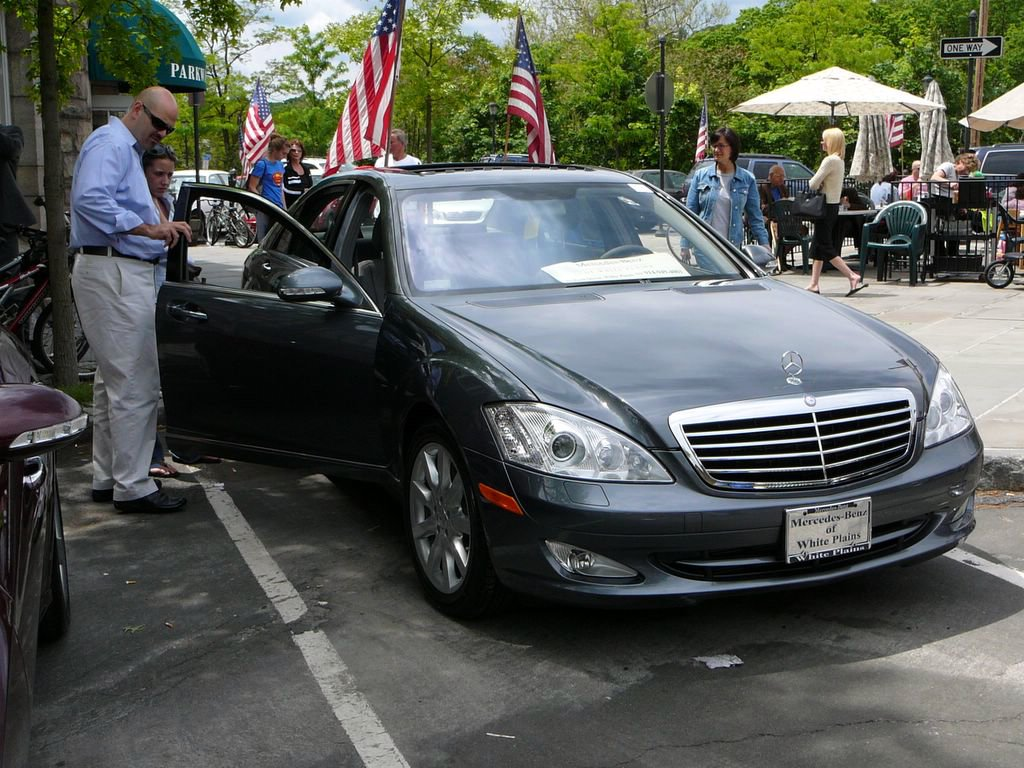
0, 26- Mercedes-Benz W221 S-Клас, 2006
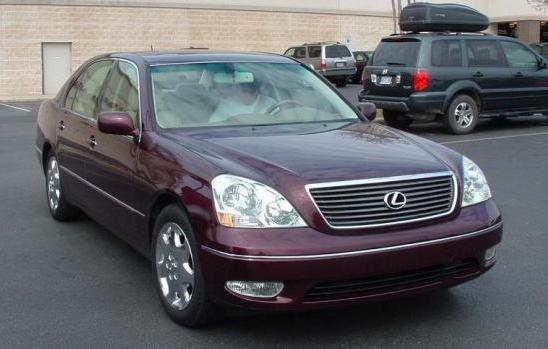
0, 26- Lexus LS 430, 2001 (0,25 air suspension)
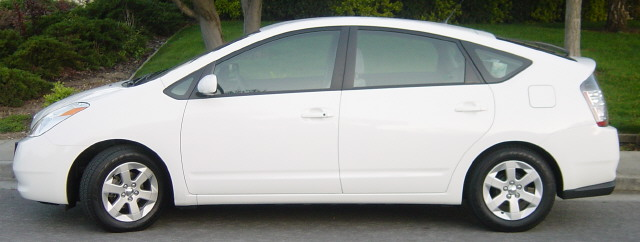
0, 26- Toyota Prius, 2004
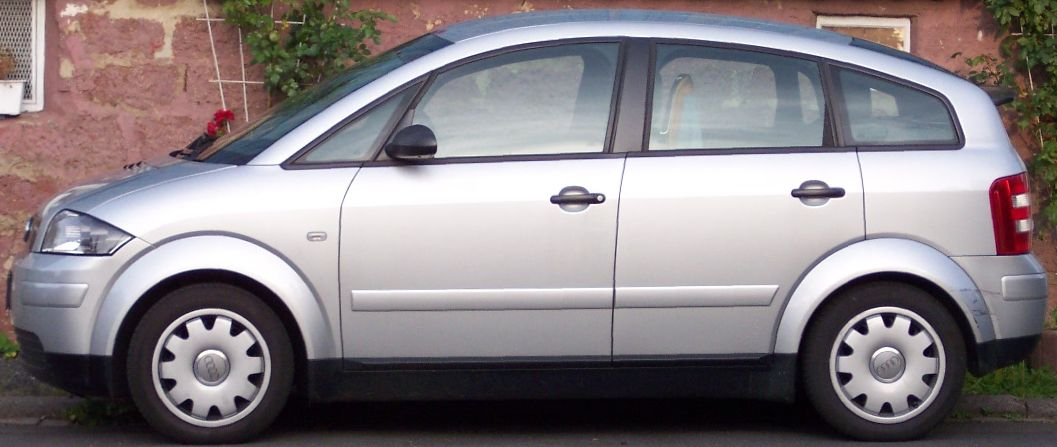
0, 25- Audi A2 1.2 TDI, 2001
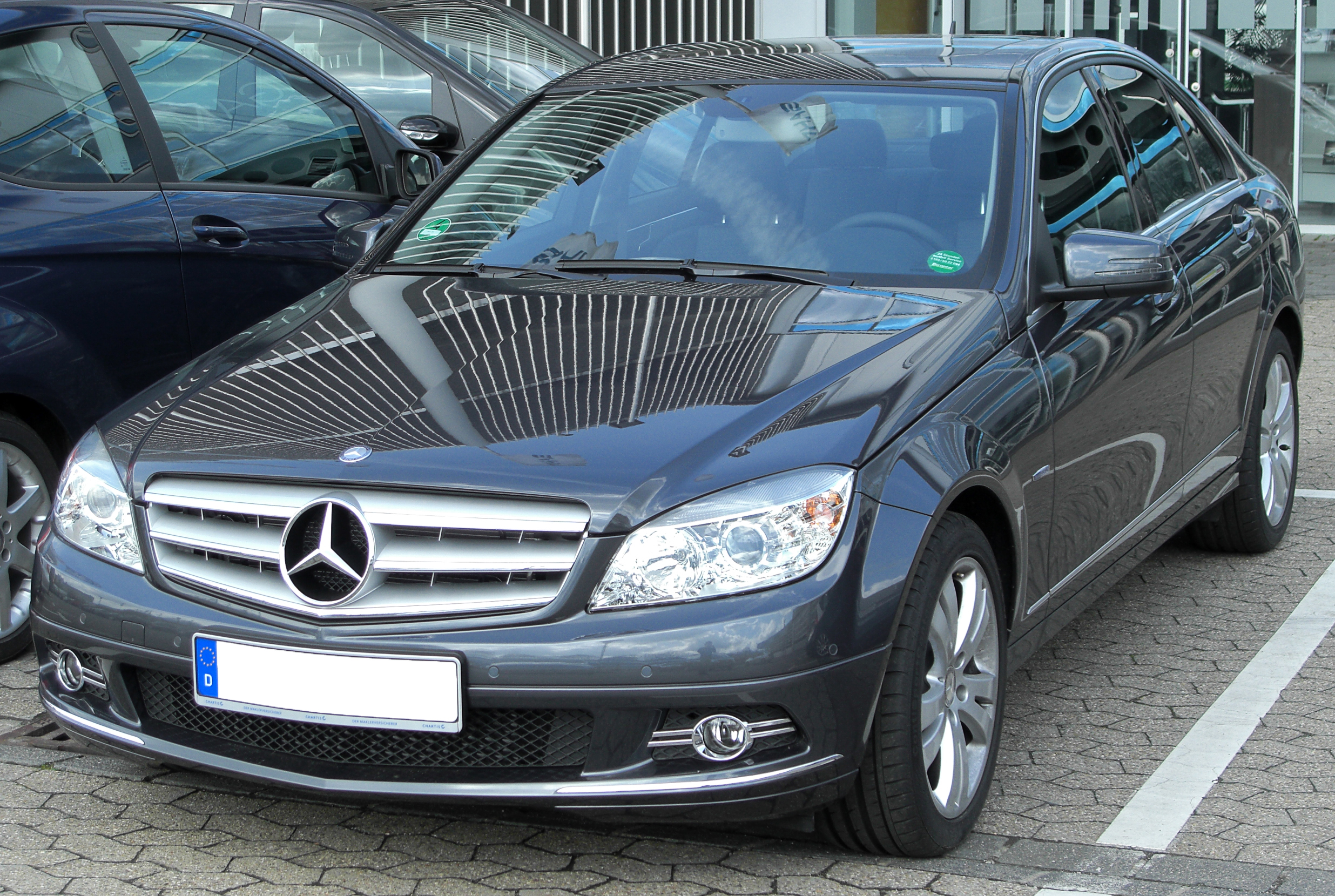
0, 25- Mercedes-Benz W204 C-Клас, 2007
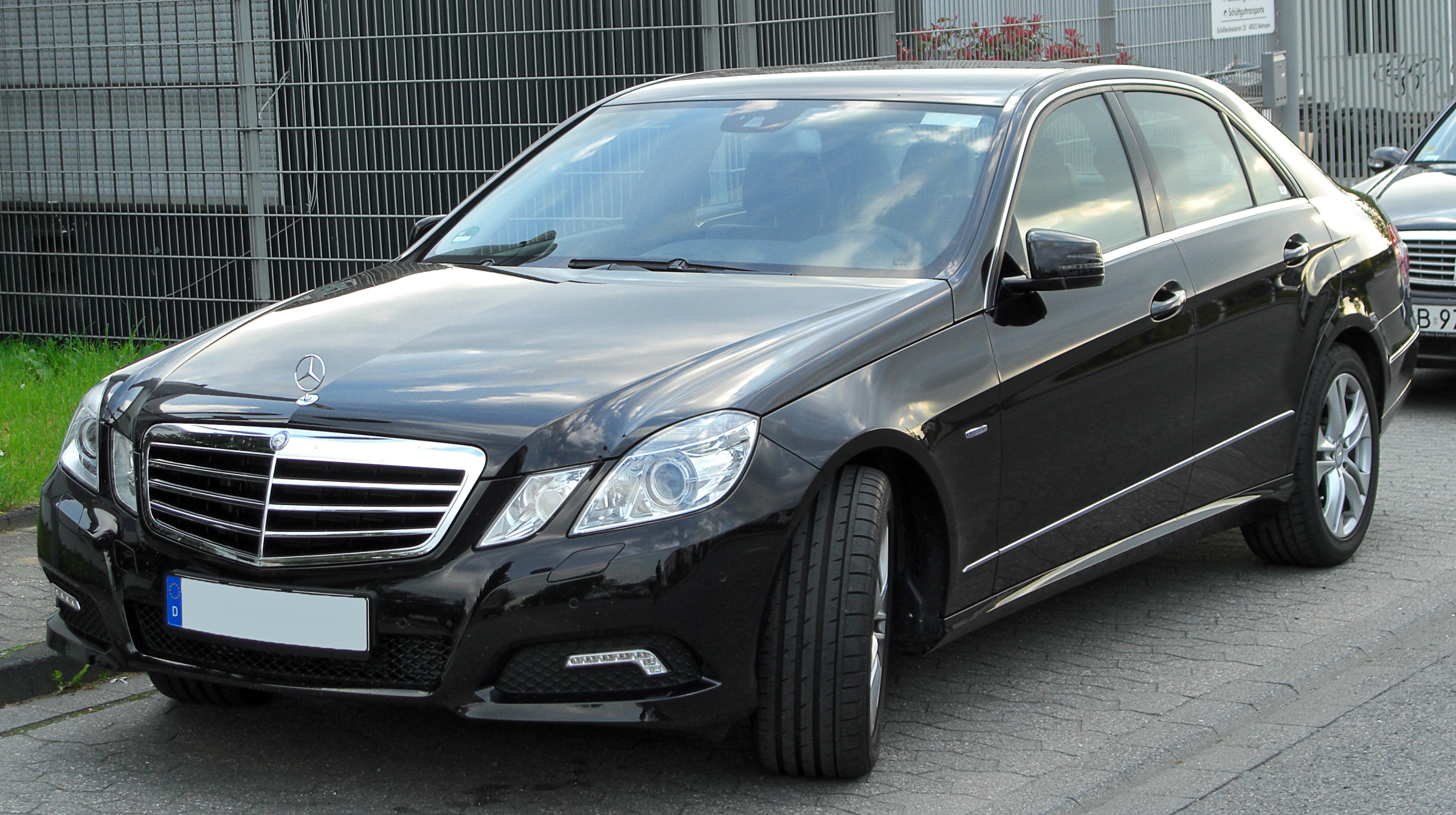
0, 25- Mercedes-Benz W212 E-Клас, 2009
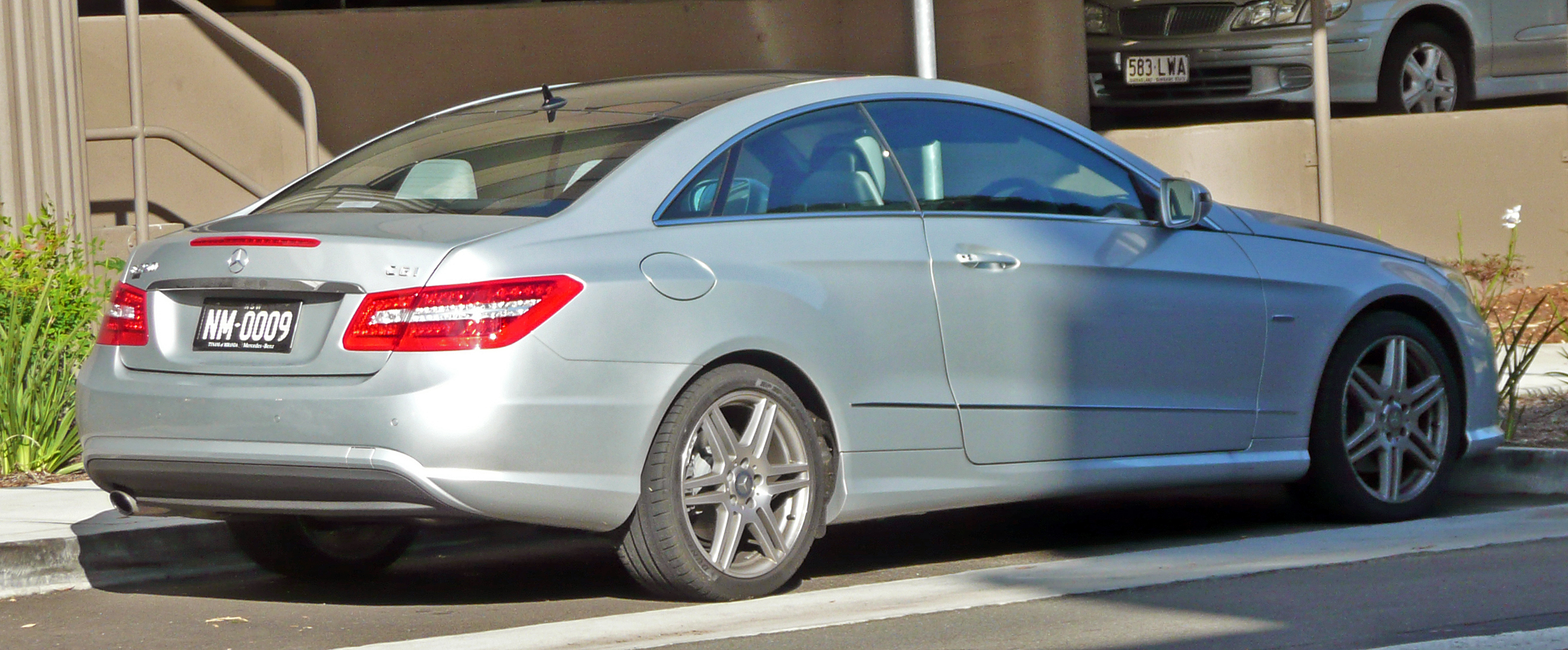
0, 24- Mercedes-Benz W207 E-Клас Купе, 2009

## Концептийолдтаймери

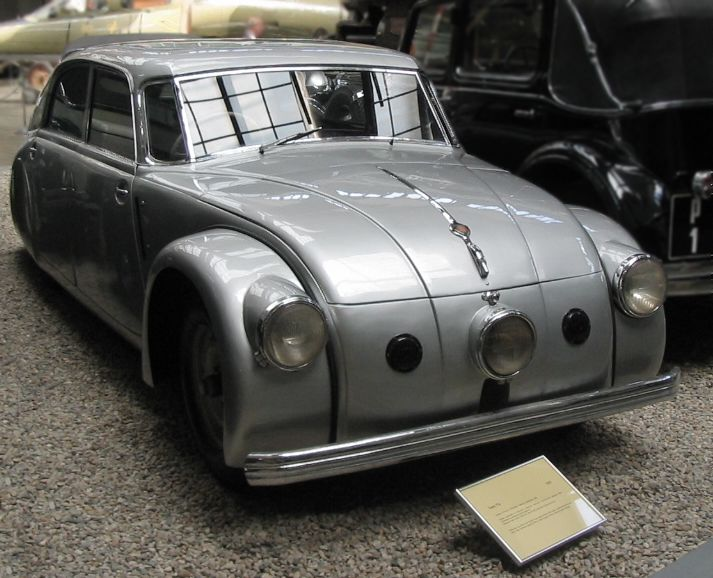
0, 212 - Tatra T77-a, 1935
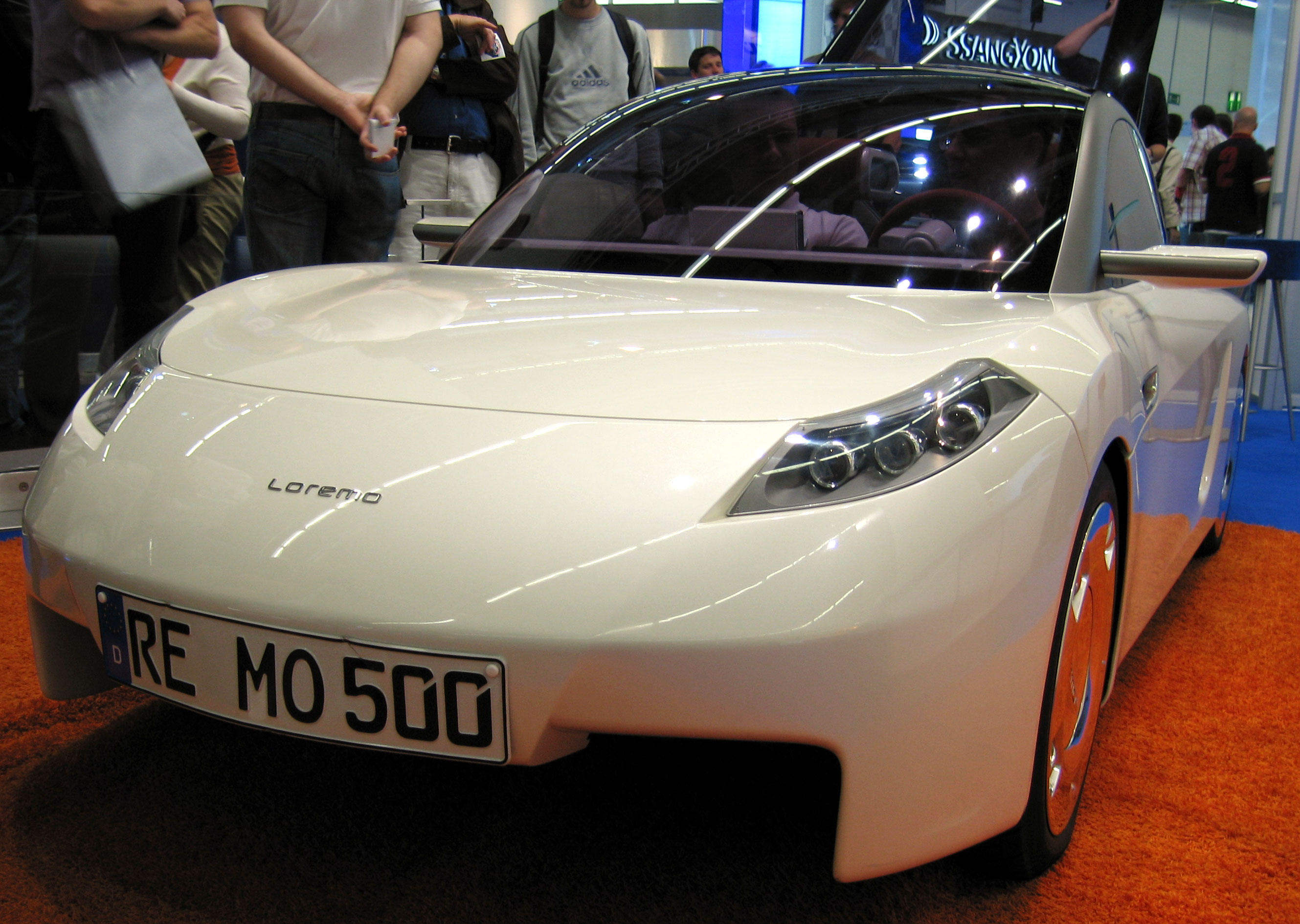
0, 2- Loremo, 2007
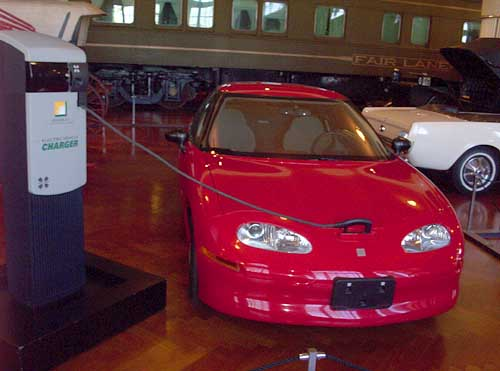
0, 195 - General Motors EV1, 1996
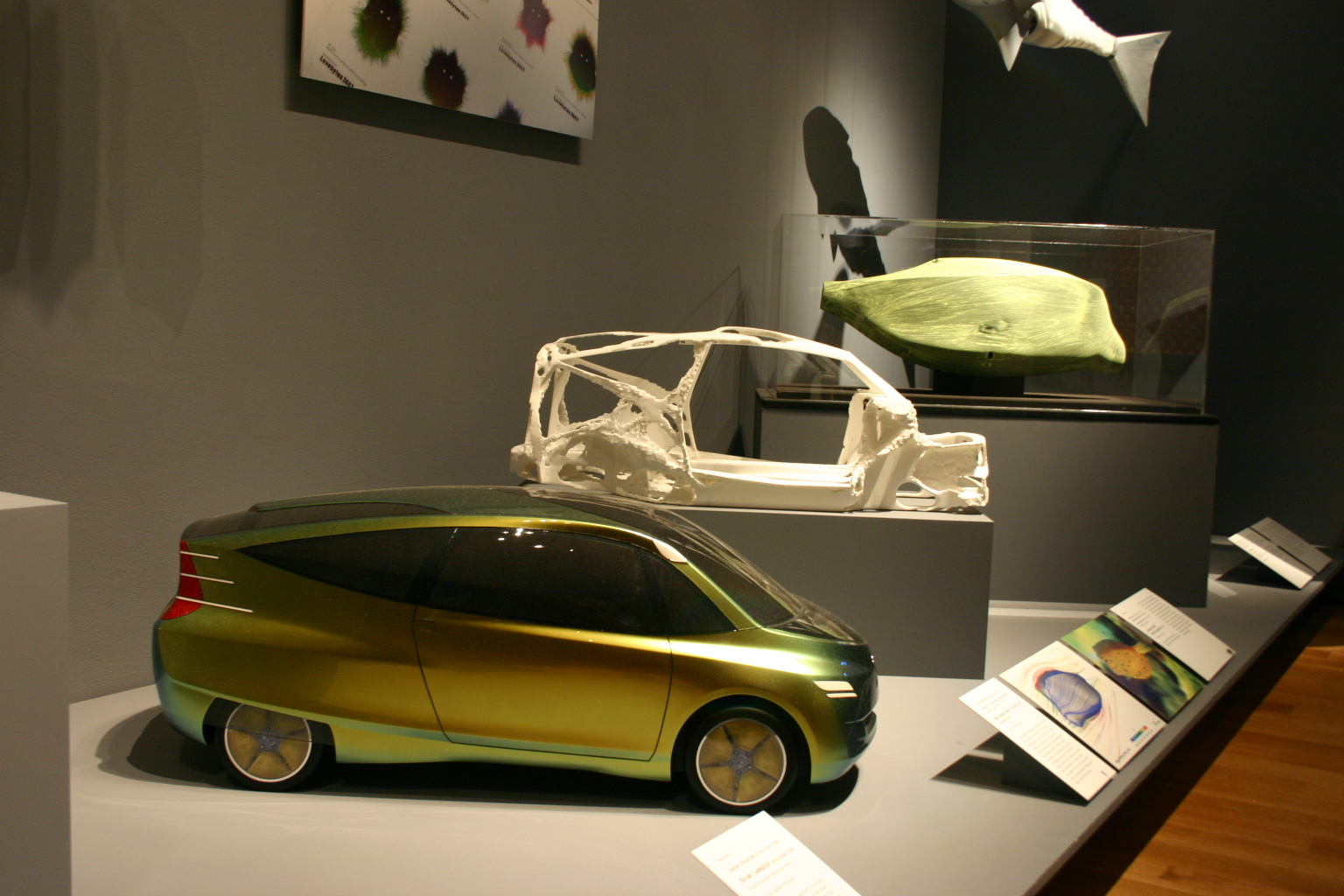
0, 19- Mercedes-Benz Bionic, 2005
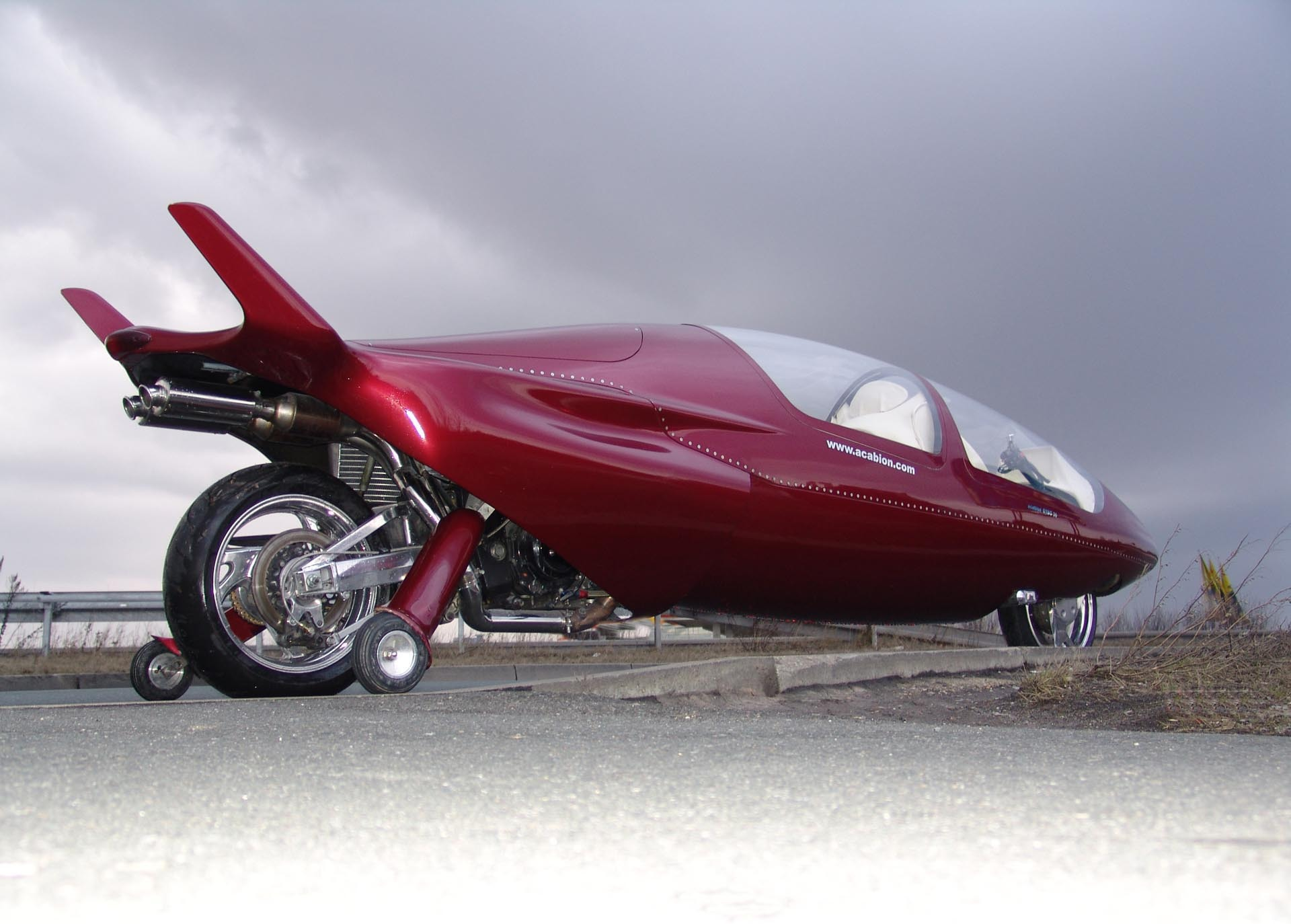
0, 18-Acabion, 2006